# Kono Minikuku mo Utsukushii Sekai
Kono Minikuku mo Utsukushii Sekai (яп. この醜くも美しい世界, англ. This Ugly Yet Beautiful World, укр. Цей жахливий і прекрасний світ) — аніме-серіал, створений Саекі Содзі та Хіроюкі Ямадою, співпродюсери — студії Gainax і Shaft.
Трансляція 12-серійного аніме тривала з 1 квітня по 16 червня 2004 на Tokyo Broadcasting System. Манга-адаптація, ілюстрована Асітою Морімі, випускалася видваництвом Hakusensha у журналі Young Animal.
Композитор саундтреку — Цуйосі Ватанабе, опенінг «Metamorphose» виконує Йоко Таканасі, ендінг Yoko «Natsuiro no Kakera» (1-11 серії) — Йоко Ісіда, ендінг «Kimi ni Aete» (12 серія) — Кавасумі Аяко.

## Сюжет
Такеру і Рьо — старшокласники, які працюють кур'єрами на свого колишнього дядька. Одного разу вночі вони стають свідками загадкової події та йдуть, щоб дослідити таємничий світ у лісі, з якого виходить оголена молода дівчина.
Несподівано Такеру і Рьо атакує чужорідний монстр, Такемото перетворюється на сильного і могутнього звіра та за допомогою великих зусиль перемагає ворога. Спостерігаючи за загибеллю істоти, ззовні мила й тендітна дівчина Хікарі, як її назвали, зловісно посміхається. Такеру, не будучи свідком цього, обіцяє, що буде завжди захищати прекрасну незнайомку, оскільки Хосіно нібито не пам'ятає, хто вона.

## Персонажі

### Головні
- Такеру Такемото (яп. 竹本　タケル)

Центральний чоловічий персонаж. Здається лінивим і невмотивованим підлітком, але насправді він просто не впевнений у власних силах. Знайшов і назвав Хікарі в лісі в першому епізоді. Після знаходження дівчини Такеру отримує загадкові здібності, які дозволяють йому перетворитися на потужного, але небезпечного і маловерованого звіра.
- Хікарі Хосіно (яп. ホシノ ヒカリ)

Таємнича дівчина, яка «впала з неба», Хікарі закохалася в Такеру з першого погляду, будучи знайденою у першому епізоді. Вона дуже весела і вважає, що весь навколишній світ прекрасний. Здається, що вона нічого не пам'ятаю з того дня, пізніше з'ясовується, що її мета полягає у знищенні Землі. Насправді Хікарі — богиня темряви, смерті та руйнування, але в неї роздвоєння особистості.